# Illinois State Route 6
Die Illinois State Route 6 (kurz IL 6) ist eine State Route im US-Bundesstaat Illinois, die in Nord-Süd-Richtung verläuft.
Die State Route beginnt an den Interstates 74 und 474 in Peoria und endet nach 16 Kilometern in Mossville an der Illinois State Route 29.

## Verlauf
Die Illinois State Route 6 führt die Trasse der Interstate 474 fort, die im Westen von Peoria endete. Am War Memorial Drive trifft sie auf den U.S. Highway 150, der parallel zur I-74 führt. Bereits vor der Allen Road beginnt die IL 6 in Richtung Osten zu verlaufen und trifft nördlich des Mount Hawley Auxiliary Airports an der Exit 6 auf die Illinois State Route 40. Nach 16 Kilometern endet an der State Route 29 in Mossville.